# Hubert Moest
Hubert Moest (3 de diciembre de 1877 - 5 de diciembre de 1953) fue un director, guionista, actor y productor cinematográfico alemán, activo en la época del cine mudo.

## Biografía
Nacido en Colonia, Alemania, su nombre completo era Richard Hubert Moest, y era hijo del escultor Richard Moest. Estudió en su ciudad natal, frecuentando la escuela de arte, y trabajó también como pintor. En 1895 comenzó a actuar en escena, trabajando en diversas ciudades alemanas como actor y cantante en el teatro de opereta. En 1912 llegó a Berlín, donde actuó en el Neues Schauspielhaus, dirigiendo en ese año sus primeras producciones teatrales.
En 1913 se casó con la actriz Hedda Vernon y, cuando Moest empezó a trabajar en el cine, rodó con ella numerosos filmes, de los cuales era el director. A pesar de haber sido reclutado por el ejército durante la Primera Guerra Mundial, Moest pudo seguir con regularidad su trabajo de director, sin restricciones ni interrupciones.
El matrimonio con Hedda Vernon finalizó en 1920 con un divorcio. A finales de 1919, mientras tanto, Moest había fundado una productora propia, la Moest-Film GmbH pero, cuando en enero de 1922 Waldemar von Briger adquirió la mayor parte de las acciones de la compañía, Moest dimitió, creando en febrero una nueva sociedad, Moest-Produktions GmbH. Más tarde, en abril de ese año, tras fracasar en el proyecto del film Die Bernsteinhexe, dio a luz una nueva productora, Aladin-Film Co. AG.
A finales de los años 1930, bajo el gobierno del régimen nazi, Moest, que en 1923 se había casado con Elly Charlotte Liepmann, de origen judío, vivía en condiciones difíciles y únicamente encontró trabajo como ayudante en la compañía Elekta-Film, en Praga.
Hubert Moest falleció en Berlín, Alemania, en 1953.

## Filmografía

### Director
| - Selbstgerichtet oder Die Gelbe Fratze (1914) - Maria Niemand und ihre zwölf Väter (1915) - Doch die Liebe fand einen Weg (1915) - Die Heiratsfalle (1915) - Zofia - Kriegs-Irrfahrten eines Kindes (1915) - Zofenstreiche (1915) - Der Weg zum Reichtum 1916 - Die Bettelprinzessin (1916) - Seine kokette Frau (1916) - Die Stricknadeln - Suzannens Tugend - Maskenspiel der Nacht - Hedda Vernon's Bühnensketch - Hedda im Bade - Hans im Glück (1916) - Das Wunder der Nacht - Das Opfer der Wera Wogg - Das Bild der Ahnfrau - Die Verworfenen - Die roten Schuhe - Wenn der Wolf kommt - Noemi, die blonde Jüdin - Die fremde Frau - Das Armband (1918) - Die Narbe am Knie - Mouchy - Das Todesgeheimnis - Der Gefangene von Dahomy - Wo ein Wille, ist ein Weg - Puppchen - Fesseln - Das Mädchen aus der Opiumhöhle - ...um eine Stunde Glück | - ...der Übel größtes aber ist die Schuld - Taumel - Die Hexe von Norderoog - Jugendliebe - Der Hampelmann - Blondes Gift - Seine Beichte (Bekenntnisse eines Lebemannes) - Ut mine stromtid - Tscherkessenblut - Letzte Liebe (1919) - Galeotto, der große Kuppler - Die nach Liebe dürsten - Die Erbin - Der Peitschenhieb - Das große Wagnis - Alles verkehrt - Durch Seligkeit und Sünden - Der Schieberkönig - Maita - Lepain, der König der Verbrecher - 3. Teil - Lepain, der König der Verbrecher - 4. Teil - Das Frauenhaus von Brescia - Lady Godiva - Die Jungfrau von Kynast - Klub der Einäugigen - Die reine Sünderin - Das Zimmer mit den sieben Türen, 1. Teil - Der Schatz des Inka - Das Zimmer mit den sieben Türen, 2. Teil - Lebensschicksale - Das fränkische Lied - Die Sonne von St. Moritz, codirigida con Friedrich Weissenberg (1923) - Die sterbende Erde - Götz von Berlichingen zubenannt mit der eisernen Hand (1925) - Zwischen zwei Frauen |

### Guionista
| - Mouchy - Wo ein Wille, ist ein Weg - Ut mine stromtid - Galeotto, der große Kuppler | - Das Frauenhaus von Brescia - Klub der Einäugigen - Götz von Berlichingen zubenannt mit der eisernen Hand |

### Actor
| - Menschen und Masken - Die Millionenmine - Die Narbe am Knie | - Der Hampelmann - Lepain, der König der Verbrecher - 3. Teil - Lepain, der König der Verbrecher - 4. Teil |

### Productor
| - Ut mine stromtid - Die Jungfrau von Kynast - Die reine Sünderin | - Das Zimmer mit den sieben Türen, 1. Teil - Der Schatz des Inka - Das Zimmer mit den sieben Türen, 2. Teil - Lebensschicksale |